# Johann Carl Samenhammer
Johann Carl Samenhammer (* ca. 1648 in Kärnten; † 12. Februar 1728 in Roßwald) war Theaterleiter einer deutschsprachigen Wandertruppe.

## Leben
Der erste Beleg zu Johann Carl Samenhammer stammt vom 1. Mai 1676 wo er als Kanzleischreiber und Mitglied der fürstlichen Theatergesellschaft in den Diensten von Johann Christian von Eggenberg (1641–1710) aufscheint.
Im Zuge der Auflassung des Krumauer Hoftheaters im Jahre 1691 wurde Johann Carl Samenhammer gemeinsam mit seinem Kodirektor Johann Georg Gettner (1645–1696) mit einem überaus lobenden Empfehlungsschreiben entlassen. Auf Tourneen bereiste er mit den Fürstlich Eggenbergischen Comoedianten das heutige Gebiet von Österreich, Tschechien (Brünn (1692/93), Prag (1693)), Slowenien sowie Süddeutschland und Schweiz. Nach dem Tod von Johann Georg Gettner (1645–1696) führte Samenhammer die Gesellschaft zumindest bis zur Straßburger Wintersaison 1697/98.
Gemeinsam mit seiner Frau, Anna Ernestina (Gettners Tochter), der Familie von Jakob Kuhlmann (1630–1699) sowie etlichen weiteren Akteuren, bildete Johann Carl Samenhammer ein Jahr lang (1698/99) das Ensemble des ersten herzoglichen Hoftheaters in Stuttgart.
1699 und 1700 spielte Johann Carl Samenhammer (wahrscheinlich mit der Kuhlmann-Truppe) in Wien von wo aus er 1702 als Partner von Catharina Elisabeth Veltens Bruder F. E. Paulsen u. a. nach Graz und Augsburg tourte. 
Um 1708 gründete er eine neue „Hochdeutsche“ Theatergesellschaft, mit der er in Linz, Passau, Regensburg und Salzburg sowie Hallein (1709) auftrat.
Er starb 80-jährig in den Diensten von Albert Joseph von Hoditz auf dessen Schloss in Slezské Rudoltice, wo er auch beigesetzt wurde.

## Werk
Gemeinsam mit Johann Georg Gettner (1645–1696) und Johann Christoph Pernecker (1676–1691) war Samenhammer für die im Krumauer Schlosstheater gespielten Werke verantwortlich. Er fertigte Abschriften bzw. Bearbeitungen von mindestens sechs Dramen an. Als Quelle diente der Fundus der „Innsbrucker Comoedianten“ bzw. ihrer markgräflich badischen und innerösterreichischen Zweige.
Durch die Pestnot und Türkengefahr wurde das Krumauer Theater geraume Zeit vom professionellen Textvertrieb abgeschnitten. So ist es nicht verwunderlich, dass sich Johann Carl Samenhammer erst nach seinen Krumauer Jahren hoch gehandelte Werke wie Andreas Gryphius’ (1616–1664) Trauerspiel Papinianus aneignen konnte.
Besonders hervorzuheben ist die jesuitisch geprägte Märtyrertragödie Der Wettstreit Himmlisch- und Irdischer Liebe. Adressiert speziell an katholische Obrigkeiten und Gönner ist es im 17. Jahrhundert das einzige im Druck erschienen Bühnenwerk eines deutschsprachigen Berufsschauspielers.